# Silly-Tillard
Silly-Tillard ist eine französische Gemeinde mit 452 Einwohnern (Stand 1. Januar 2022) im Département Oise in der Region Hauts-de-France. Sie gehört zum Arrondissement Beauvais, zur Communauté de communes Thelloise und zum Kanton Chaumont-en-Vexin.

## Geographie
Die Gemeinde Silly-Tillard liegt im Nordosten des Vexin am Bach Le Sillet, der zum Thérain fließt, zehn Kilometer südlich von Beauvais. Zu Silly-Tillard gehören die Ortsteile Tillard, Morcourt, Carville und Le Haur Silly. Durch den Westen der Gemeinde führt die Bahnstrecke von Paris nach Beauvais.

## Einwohner
| Jahr                       | 1962 | 1968 | 1975 | 1982 | 1990 | 1999 | 2010 | 2021 |
| -------------------------- | ---- | ---- | ---- | ---- | ---- | ---- | ---- | ---- |
| Einwohner                  | 302  | 299  | 321  | 371  | 386  | 402  | 484  | 453  |
| Quellen: Cassini und INSEE |      |      |      |      |      |      |      |      |

## Sehenswürdigkeiten
- Kirche Saint-Martin in Silly aus dem 13. Jahrhundert mit mächtigem quadratischem Turm, 1929 als Monument historique eingetragen[1][2]
- Kapelle Saint-Blaise in Tillard aus dem 14. Jahrhundert, 1909 als Monument historique klassifiziert[3][4]
- Altes Herrenhaus in Tillard und mehrere Fachwerkhäuser aus dem 15. bis 18. Jahrhundert

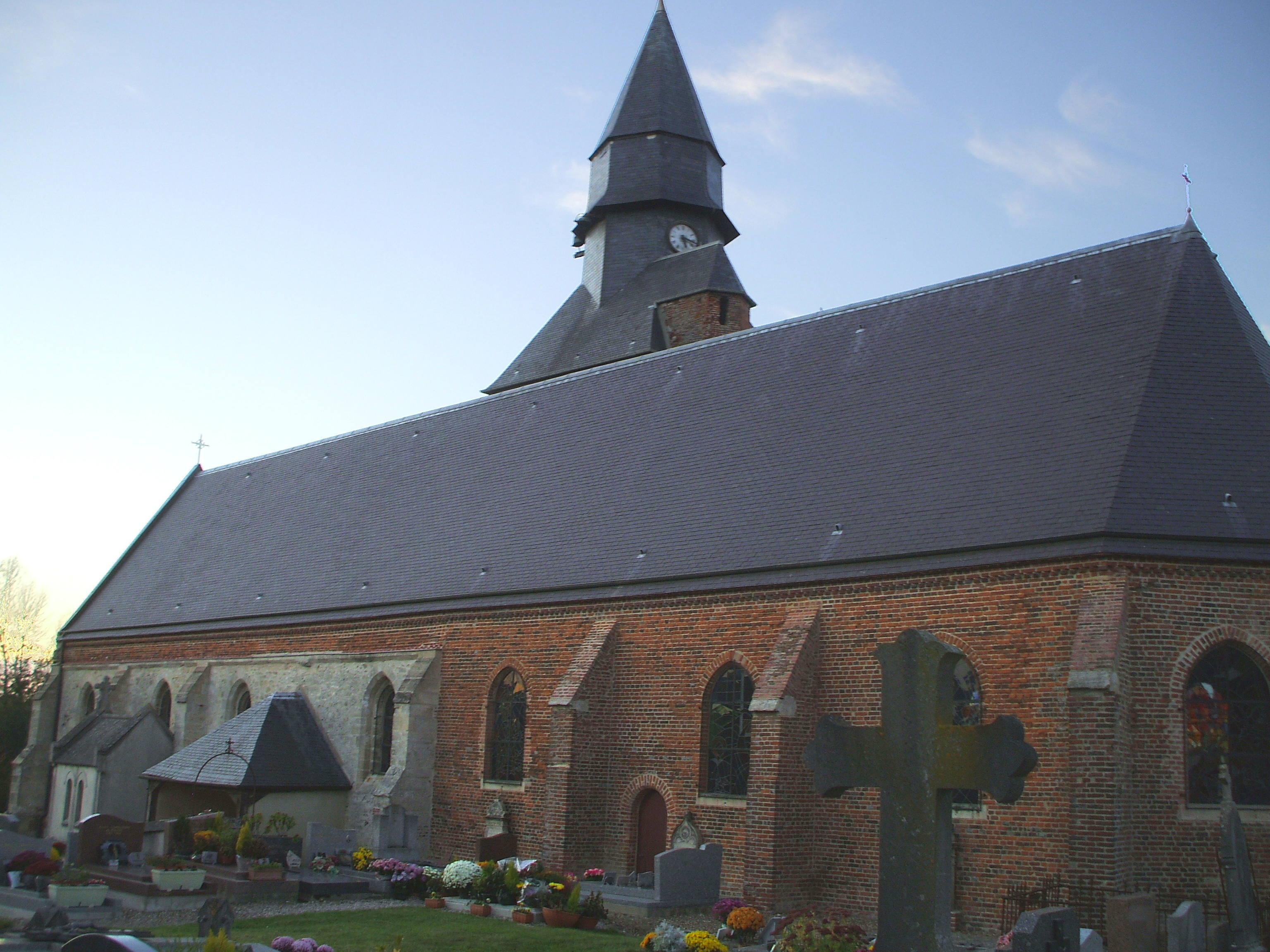
Kirche Saint-Martin
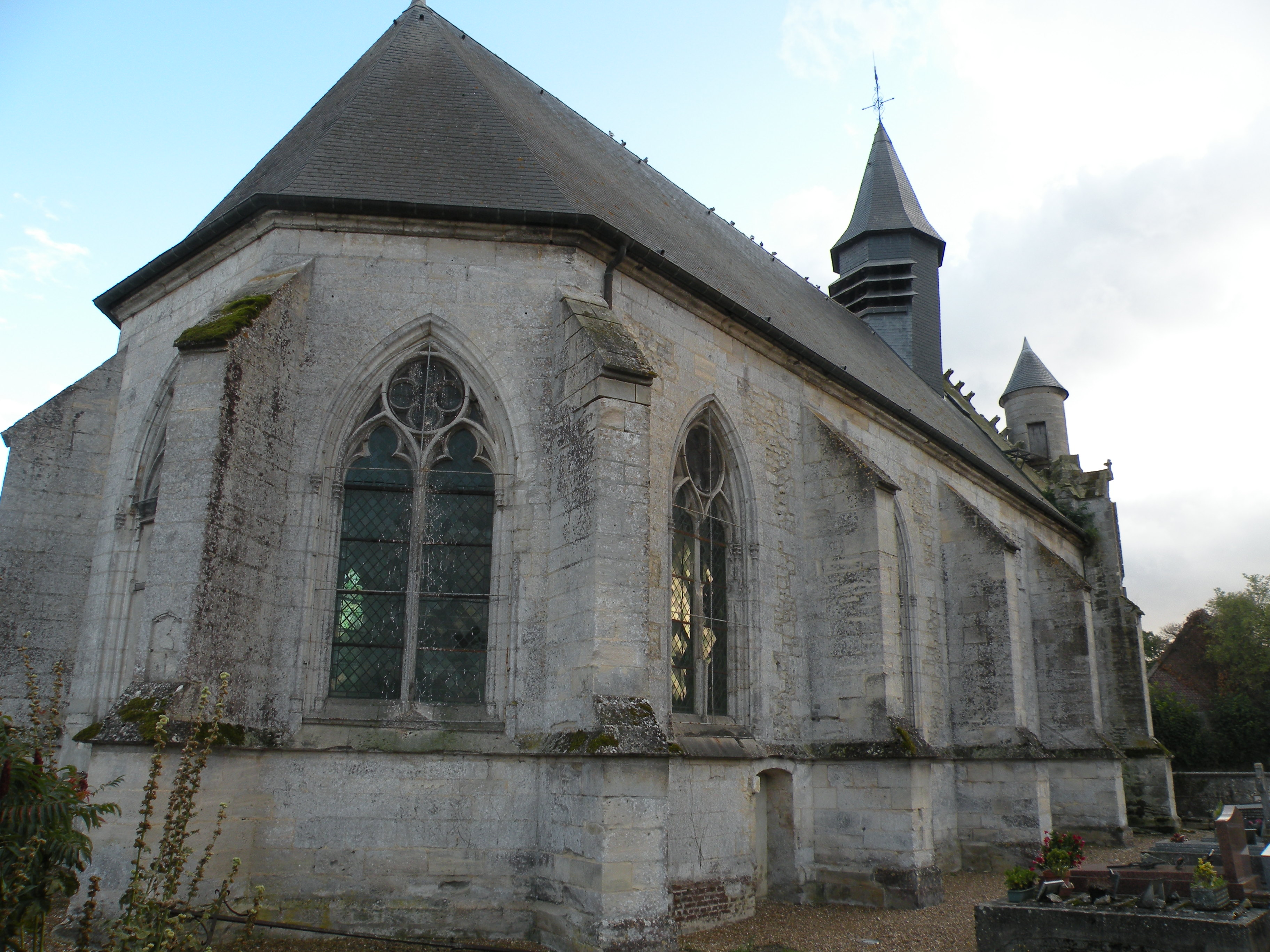
Chapelle du Secours in Tillard